# Canadá en los Juegos Paralímpicos de Albertville 1992
Canadá estuvo representado en los Juegos Paralímpicos de Albertville 1992 por un total de 19 deportistas, 14 hombres y cinco mujeres.

## Medallistas
El equipo paralímpico canadiense obtuvo las siguientes medallas:
| Nombre        | Deporte      | Evento                             |
| ------------- | ------------ | ---------------------------------- |
| Oro           |              |                                    |
| Caroline Viau | Esquí alpino | Supergigante LW5/7,6/8 femenino    |
| Jeff Dickson  | Esquí alpino | Eslalon LW1,3,5/7,9 masculino      |
| Plata         |              |                                    |
| Sandra Lynes  | Esquí alpino | Descenso LW5/7,6/8 femenino        |
| Sandra Lynes  | Esquí alpino | Eslalon gigante LW5/7,6/8 femenino |
| Lana Spreeman | Esquí alpino | Eslalon LW3,4,9 femenino           |
| Lana Spreeman | Esquí alpino | Supergigante LW3,4,9 femenino      |
| Bronce        |              |                                    |
| Lana Spreeman | Esquí alpino | Descenso LW3,4,9 femenino          |
| Lana Spreeman | Esquí alpino | Eslalon gigante LW3,4,9 femenino   |
| Caroline Viau | Esquí alpino | Descenso LW5/7,6/8 femenino        |
| Caroline Viau | Esquí alpino | Eslalon gigante LW5/7,6/8 femenino |
| Jeff Dickson  | Esquí alpino | Descenso LW1,3,5/7,9 masculino     |
| Jeff Dickson  | Esquí alpino | Supergigante LW1,3,5/7,9 masculino |